# Matt Sweeney

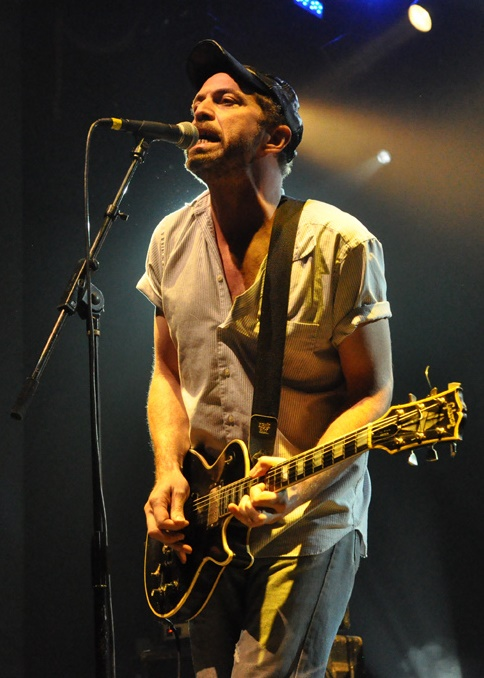
Matt Sweeney

Matt Sweeney är en amerikansk musiker och producent. Under sin karriär har han ingått i banden Chavez, Zwan och Skunk. Han har även samarbetat med Bonnie "Prince" Billy.